# آن ماري هوفمان
آن ماري هوفمان (بالألمانية: Anne-Marie Hofmann)‏ هي قانونية ألمانية، ولدت في 17 أغسطس 1920 في شتوتغارت في ألمانيا، وتوفيت في 23 أغسطس 2014.